# Яичное
Яичное (укр. Яєчне) — село, Велико-Бурлукский поселковый совет, Великобурлукский район, Харьковская область, Украина.
Код КОАТУУ — 6321455127. Население по переписи 2001 г. составляет 243 (113/130 м/ж) человека.

## Географическое положение
Село Яичное находится между реками Великий Бурлук и Гнилица. На расстоянии в 4 км расположены сёла Гнилица, Голубовка, Серый Яр.
По селу протекает ручей, который через 6 км впадает в реку Гнилица, на ручье сделана запруда.

## История
- 1750 — дата основания.

## Экономика
- В селе есть свинотоварная ферма.